# Полипролински хеликс
Протеини се организују у левогири полипролински II хеликс (ППII, поли-Про II) када узастопни остаци аминокиселина граде структуру са централним диедарским угловима (φ,ψ) од приближно (-75°,150°) и имају транс-изомере на пептидним везама. Слично томе, компактнији, десногири полипролински I хеликс (ППИ, поли-Про I) се добија када се узастопни остаци распореде у простору под (φ,ψ) централним диедарским угловима од (-75°, 160°) приближно са цис-изомерима на пептидној вези. Од 20 најчешће заступљених аминокиселина, једино пролин може да гради цис-изомер на пептидној вези. Стерни и електронски фактори фаворизују транс-изомер у већини осталих пептидних веза. Такође, у пептидним везама у којима је пролин замењен неком другом N-супституисаном аминокиселином (као што је саркозин), врло лако долази до формирања цис-изомера.

## ПолипролинскиIIхеликс
ППII хеликс се дефинише (φ,ψ) централним диедарским угловима од приближно (-75°, 150°) и транс изомером на пептидној вези. Ротациони угао Ω по остатку било ког полипептидног хеликса са транс-изомерима се добија помоћу једначине
{\displaystyle 3\cos \Omega =1-4\cos ^{2}\left[\left(\phi +\psi \right)/2\right]}
Заменом поли-ПроII диедарских углова (φ,ψ) у ову једначину, добија се скоро тачна вредност Ω = -120°, што показује да је ППII хеликс левогири (пошто је Ω негативно), са три аминокиселинска остатка по пуном кругу (360°/120° = 3). Продужење ланца по остатку је приближно 3,1 Å. Ова структура је донекле слична оној усвојеној за фиброзни протеин колаген, који је грађен првенствено од пролина, хидроксипролина и глицина. ППII хеликси су посебно везане помоћу SH3 група. Ово везивање је значајно за многе међусобне интеракције између протеина, као и интеракције група унутар једног протеинског ланца. 
ППII хеликс је релативно отворен и нема унутрашњих водоничних веза, за разлику од других, уобичајених хеликсних секундарних структура: алфа хеликса, њему сличних 310- и π-хеликса, као и β-хеликса. Амидни азотови и кисеоникови атоми су превише удаљени (приближно 3,8 Å) и неодговарајуће усмерени за водоничну везу. Поред тога, код пролина су ови атоми акцептори протона водоничне везе; нема донора протона због цикличног бочног ланца.
Централни диедарски углови ППII хеликса (-75°, 150°) се често уочавају код протеина, чак и кад пролин није присутан. Рамахандранов дијаграм је веома попуњен у ППII области, слично области бета равни око (-135°, 135°). На пример, ППII централни диедарски углови се често уочавају у окретима, најчешће у првом остатку типа II бета окрета. „Слика у огледалу” ППII централних диедарских углова (75°, -150°) се ретко виђа осим код полимера са ахиралном аминокиселином глицином. Аналоган поли-ПроII хеликс код поли глицина се зове поли-ГлиII хеликс.

## Полипролински I хеликс
Поли-Про I хеликс је гушћи од ППII хеликса због постојања цис-изомера на пептидним везама. Такође, ређе се јавља у природи од ППII конформације због термодинамички вишег енергетског стања цис-изомера у односу на транс-варијанту. Типични диедарски углови (-75°, 160°) су блиски, али не и идентични онима код ППII хеликса. ППИ је десногири хеликс са гушћим намотајима од скоро 3,3 аминокиселинских остатка по пуном кругу (за разлику од ППII са 3 аминокиселинских остатака). Продужење ППИ ланца по остатку је, разумљиво, мање и приближно износи 1,9 Å. Поново нема водоничних веза унутар поли-ПроI хеликса, зато што нема донора протона водоничне везе и зато што у амидни азот и кисеоник превише удаљени (око 3,8 Å) и неправилно су оријентисани.

## Структурна својства
Поли-Про хеликси су стабилни и крути, упркос недостатку унутрашњих водоничних веза и користе се као „молекулски лењир” у биофизичким експериментима, нпр. при калибрисању растојања измерених помоћу „ФРЕТ” методе (метода преноса енергије фосфоресцентном резонанцом). Прелази између ППII и ППИ хеликса су спори, због високе енергије активације X-Pro цис-транс-изомеризације (Ea ≈ 20 ккал/мол). Ипак, прелаз се може катализовати специфичним изомеразама, које се називају пролилске изомеразе или ППлазе.